# Северноамерички споразум о слободној трговини
Северноамерички споразум о слободној трговини (енгл. North American Free Trade Agreement (NAFTA), фр. Accord de libre-échange nord-américain (ALÉNA), шп. Tratado de Libre Comercio de América del Norte (TLCAN)), познат по свом акрониму НАФТА (од енгл. скраћенице), је споразум између Канаде, Мексика и САД којим је створен трговински блок у Северној Америци. Споразум је ступио на снагу 1. јануара 1994. године. Он је заменио Споразум о слободној трговини између Канаде и САД. Гледајући укупан бруто друштвени производ ове три земље, мерен према односу куповне моћи, овај трговински савез је највећи на свету, док је по номиналном бруто друштвеном производу други на свету. НАФТА има две допуне: Северноамерички споразум о сарадњи у области животне средине и Северноамерички споразум о сарадњи у области радне снаге.
Подстицај за северноамеричку зону слободне трговине започео је амерички предсједник Роналд Реаган, који је ту идеју уврстио у своју председничку кампању 1980. Након потписивања Споразума о слободној трговини између Канаде и САД 1988, администрација америчког председника Џорџа Х. В. Буша, мексичког председника Карлоса Салинас де Гортарија и канадског премијера Брајана Малронија сложили су се да преговарају о питањима која су обухваћена споразумом NAFTA. Свака страна је поднела споразум за ратификацију у својим главним градовима у децембру 1992. године, али NAFTA се суочила са значајним противљењем у САД и у Канади. Све три земље ратификовале су споразум NAFTA 1993. године након додавања два споредна споразума, Северноамеричког споразума о радној сарадњи (NAALC) и Северноамеричког споразума о сарадњи у области заштите животне средине (NAAEC).
Доношење споразума NAFTA резултирало је уклањањем или смањењем трговинских и инвестиционих баријера између САД, Канаде и Мексика. Ефекти споразума у погледу питањима као што су запошљавање, животна средина и економски раст били су предмет политичких спорова. Већина економских анализа показала је да је NAFTA била корисна за северноамеричке економије и просечног грађанина, али је нанела штету мањем делу радне снаге у индустријама изложеним трговинској конкуренцији. Економисти су сматрали да би повлачење из споразума NAFTA или поновни преговори о њему на начин којим би се поново успоставиле трговинске баријере негативно утицали на америчку економију и узроковали губитке радних места. Међутим, Мексико би био много озбиљније погођен губитком посла и смањењем економског раста, краткорочно и дугорочно.

## Циљеви
Циљеви овог споразума су:
- уклањање препрека у трговини, и олакшавање кретања добара и услуга између земаља чланица;
- промовисање услова за поштено учествовање на тржишту и зону слободне трговине;
- суштинско повећање могућности за улагање у земљама чланицама;
- обезбеђивање одговарајуће и ефикасне заштите и примене закона о интелектуалној својини у свакој од земаља чланица;
- стварање ефикасних процедура за примену овог Споразума, за све владе и за превазилажење неспоразума;
- успостављање оквира за даљу трилатералну, регионалну и мултилатералну сарадњу ради ширења и повећања добробити овог Споразума.